# Chim thiên đường Wilson
Chim thiên đường Wilson (Danh pháp khoa học: Cicinnurus respublica) là một loài chim trong họ Họ Chim thiên đường phân bố ở vùng Đông Nam Á, chúng sống trên những hòn đảo nhỏ, trên các đảo Waigeo và Batanta ở ngoài khơi Tây Papua thuộc Indonesia.
Chim thiên đường Wilson được phát hiện vào năm 1850 nhưng phải gần 150 năm sau, vũ điệu tỏ tình của nó mới được nhà tự nhiên học có tên là David Attenborough ghi lại trong tự nhiên. Chúng được cho là loài chim thiên đường đẹp nhất thế giới. Chim thiên đường Wilson ở Indonesia được mệnh danh là loài chim đẹp nhất thế giới với bộ lông sặc sỡ ấn tượng.

## Đặc điểm
Có rất nhiều loại chim Thiên đường nhưng Wilson được coi là đẹp nhất trong số đó. Các thành viên của họ Thiên đường được biết đến nhiều nhất có lẽ là nhờ những bộ lông sặc sỡ, đẹp của các con trống. Chúng được sử dụng để hấp dẫn con mái qua những điệu nhảy và xòe cánh, múa đuôi. Giống như nhiều loài chim thiên đường khác, chúng là loài dị hình lưỡng tính, chỉ con trống mới sở hữu dáng vẻ rực rỡ.
Những con mái có bộ lông màu nâu sáng với chỏm đầu xanh thẫm. Loài chim này có hình dáng không thể nhầm lẫn với bộ lông bắt mắt màu đỏ thắm, vàng, xanh lá cây và xanh nước biển. Đặc biệt, chỏm đầu màu xanh ngọc của chim thiên đường Wilson không có lông mà là một nếp da trần. Cùng với hai chiếc lông đuôi dài uốn cong, nó đóng vai trò quan trọng trong việc giúp con trống hấp dẫn bạn tình. Chim thiên đường với bộ lông bắt mắt 4 màu cùng vũ đạo quyến rũ bạn tình được coi là đẹp nhất thế giới.

## Tập tính
Để thu hút sự chú ý của con mái, con trống dọn sạch những chiếc lá hoặc rác vụn để tạo ra một vũ đài trên nền rừng. Giữa mặt đất phẳng, nó sẽ trình diễn bằng cách chuyền từ cành này sang cành khác, uốn cơ thể theo nhiều tư thế, xòe bộ lông óng ánh nhiều màu và hót vang. Vũ điệu tán tỉnh của chim thiên đường rất đẹp.
Không chỉ lắc đầu, rướn cổ, dựng ngược đuôi, đôi khi con chim thiên đường trống còn há to miệng trước mặt con mái để thuyết phục bạn tình. Các loài chim thiên đường là một trong những loại chim biết hót cổ xưa nhất. Ở phần lớn các loài, thức ăn chủ yếu là trái cây, mặc dù các loài súng trường và mỏ liềm cũng thích ăn cả sâu bọ và các động vật chân khớp khác. 